# Kolovraty
Kolovraty est un quartier pragois situé dans le sud de la capitale tchèque, appartenant à l'arrondissement de Prague 10, d'une superficie de 592,2 hectares est un quartier de Prague. En 2018, la population était de 3 586 habitants.
La ville est devenue une partie de Prague en 1974.